# Lumawigia
Lumawigia es un género de escarabajos de la familia Buprestidae.

## Especies
- Lumawigia gibbicephala Bellamy, 2005
- Lumawigia leytensis Bellamy & Ohmomo, 2009